# Mike Matheson
Mike Matheson (Pointe-Claire, Quebec, 27 de febrero de 1994), apodado Matty o Billy, es un jugador profesional canadiense de hockey sobre hielo que se desempeña en la posición de defensor izquierdo en Montreal Canadiens, equipo de la National Hockey League (NHL).

## Carrera
Fue seleccionado en la primera ronda en la NHL Entry Draft de 2012. En 2015 hizo su debut profesional con el equipo Florida Panthers, en el cual jugó cinco temporadas (2015-2020), después pasó a Pittsburgh Penguins (2020-2022), luego a Montreal Canadiens, donde lleva jugando dos temporadas.